# Jatropha hintonii
Jatropha hintonii är en törelväxtart som beskrevs av Robert Lynch Wilbur. Jatropha hintonii ingår i släktet Jatropha och familjen törelväxter. Inga underarter finns listade i Catalogue of Life.